# Mages
Mages (яп. 株式会社Mages Кабусики-гайся Мэдзису, стилизовано «MAGES.»), ранее 5pb. Inc (яп. 株式会社5pb. Кабусики-гайся Файбу пи би) — японский производитель компьютерных игр и рекорд-лейбл для компьютерных игр и музыки для аниме. Кроме этого, компания занимается организацией развлекательных мероприятий и производством телепередач, интернет- и радио программ и участвует в создании аниме-сериалов.

## Смысл названия
Предыдущее название компании, «5pb.», расшифровывается как «The five powered & basics» («Пять сил и основ»), в игровом и музыкальном подразделениях «basics» заменяли «Games» и «Records» соответственно.
«Mages.» происходит от английского слова «Mage» и означает «цифровых магов», которые используют языки программирования — «магию в современном цифровом мире». Также в названии содержится аббревиатура от Music, Animation, Game, Event и Science, основных видов деятельности компании, и анаграмма от «Games».

## История
5pb. сформировался 6 апреля 2005 года после того как Тиёмару Сикура оставил лейбл Scitron, чтобы основать собственную компанию, которая бы позволила объединить его навыки в музыке и видеоиграх. Состав компании, включающий в себя игровое подразделение 5pb. Games и лейбл 5pb. Records, оставался неизменным до 2019 года. 5pb. была частью группы компаний TYO; компания покинула её 15 апреля 2009 года, когда Сикура выкупил все 160 акций 5pb. по цене 1 йена за каждую.
В апреле 2011 года было объявлено о присоединении 5pb. к AG-ONE под родительской компанией Mages с Тиёмару Сикурой в роли исполнительного директора. 2 декабря 2013 года компания стала дочерней компанией Dwango с 100 % выкупленных акций, с 1 апреля 2014 года стала полностью поглощена.
26 июля 2019 года Mages, все акции которой были приобретены концептуальной студией Сикуры Chiyomaru studio, стала независимой от группы Kadokawa, а отделы 5pb. Records и 5pb. Games были упразднены для большей узнаваемости бренда. Решение «двигаться вперёд» возникло у Тиёмару в связи со сменой директора Dwango в середине февраля 2019 года, вызвавшей внутренний хаос в компании. Свою роль сыграли ограничения в бюджете и неудачные выборы дат релиза, из-за которых выход многих игр приходилось переносить.
В 2020 году компания была продана издателю мобильных игр Colopl по цене 1.6 миллиардов йен. Тиёмара Сикура рассказал журналу Famitsu, что руководить независимой компанией ему не получилось, отметив необходимость для творческих людей получать критику со стороны. Он объяснил решение выбрать Colopl близостью идеалов и хорошими отношениями с председателем компании Наруатсу Бабой. Несмотря на то, что новая материнская компания специализируется на мобильном рынке Mages свой род деятельности менять не планирует.

## Рекорд-лейбл
Студия Mages занимается записью музыкальных альбомов для компьютерных игр и аниме, а также клипами и видео. До декабря 2007 года бренд назывался Five Records, с 2007 по июль 2019 года — 5pb. Records. Студии принадлежат лейблы Stand-Up! Records, связанный с идолами, и Cana aria, частный лейбл Юкари Тамуры.

### Музыканты
- Аянэ
- Асами Имаи
- nao
- Эри Сасаки
- Юкари Тамура (в отдельном лейбле Cana aria)
- B-Project
- Кономи Судзуки
- Zwei
- marina
- Hi!Superb
- Харука Сора
- MIKOTO
- Асака
- Юми Хара

### Бывшие участники
- Junjou no Alifia (2009—2014, 5pb. Records → Stand-Up! Records)
- KAORI — прекратила деятельность в 2012 году
- Уи Миядзаки (2007—2009, 5pb. Records → FOXTROT)
- Artery Vein
- Аюми Мурата
- Kicco
- Asriel (2008—2011)
- Канако Ито[англ.][15]

## Видеоигры
Mages занимается разработкой и издательством видеоигр для игровых консолей, как собственных, так и для других брендов; в свою очередь дочерняя компания под названием Mages Lab занимается мобильными приложениями и играми. Первоначальным названием бренда было Five Games Kid, или, короче, 5gk., но оно было изменено в декабре 2007 года для сочетания с названием рекорд-лейбла и до июля 2019 года носило название 5pb. Games. Некоторые разработчики Mages перешли из KID (после банкротства компании в 2006 году), Tonkin House и Scitron, например Такэси Або в декабре 2006 года.

### Личный состав
- Кадзухиро Итикава
- Таро Сибата
- Масаки Сакари
- Такэси Або
- Юкихиро Мацуо
- Такаюки Косимидзу